# R-Studio
R-Studio は、フル機能のデータ復旧ユーティリティのセットである。このセットにはWindows OS版およびMac OS版および Linux版のすべてのバージョンが含まれている。これらを使って、HDD、SSD、フラッシュメモリ、およびその他の外付けおよび内蔵データストレージデバイスからデータを復旧することができる。これらのプログラムはデータ復旧専門家向けだが、ITプロフェッショナルや一般的なコンピューターの利用者が失ったファイルを自力で復旧するためにも使用することができる。
R-Studioのカーネルをベースとした簡易プログラムであるR-Undeleteは、専門家ではないユーザーのために開発され、リリースされている。このプログラムは Windows 環境でのみ動作し、簡素化されたインターフェイスと 16進数エディタを備えているが、RAIDやネットワークデータの復旧は行えない。
無料のユーティリティであるR-Undeleteはホームユーザー向けに提供され、デジタル写真やビデオカメラ用のUSBフラッシュメモリやSDカードで主に使用されているFAT/exFATファイルシステムからファイルを復旧することができる。

## 基本操作
本プログラムは2つの方法でデータ復旧を行う
1. ディスク上のデータを分析し、既存のファイルシステムや以前に存在したファイルシステムに関する情報を検出。このような情報に基づいてファイルは復旧される。成功した場合、この方法ではファイル自身を復旧するだけでなく、ディスク上のフォルダー構造やタイムスタンプも回復する。
2. jpgやdocファイルなど、特定のファイルタイプに典型的なバイトパターンであるファイル署名を使用したファイル検索。この方法は、最初の方法を使用できないほどファイルシステムに関する情報が激しく損傷している場合に使用される。この方法ではファイルの中身の実が復旧され、ファイル名、フォルダー構造、およびタイムスタンプに関する情報は失われる。

## プログラムの内容
データ復旧プログラムのほか、R-Studioには次のものも含まれている
- 完全に機能するディスクデータエディタ。
- 高度なRAID復旧モジュール。標準的なRAIDレベルとユーザー定義のRAIDレベルがサポートされている。RAIDのパラメーターを自動的に見つけることができる。
- ディスクイメージ作成およびクローン作成モジュール。
- ディスクのS.M.A.R.Tパラメータ監視モジュール。
- ローカルネットワークとインターネットの両方に使用できるネットワークデータ復旧モジュール。
- 起動不可能なコンピュータからのデータ復旧に使用できるR-Studioの緊急バージョン。このバージョンは、インストール済みの OS (Windows、Macintosh、Linux) に関係なく、利用者のコンピュータでサポートされている任意のリムーバルメディア (USB、CD/DVDなど) から起動することができる。
- 故障したディスクの複製に使用される専門家向けデバイスであるDeepSpar Disk Imagerとの統合モジュール（技術者ライセンスのみで利用可能）。

## クラスプラットフォームバージョンの R-Studio
Windows、macOS、および Linux向けのバージョンがある。すべてのバージョンには同じ機能が備わっている。

## R-Studio の主な機能
- 日本語を含む多言語インターフェースおよびヘルプ。
- サポートされているファイルシステム: FAT12、FAT16、FAT32、exFAT、NTFS、NTFS5、ReFS、HFS/HFS+ (Macintosh)、Ext2/Ext3/Ext4 FS (Linux)、および UFS1/UFS2 (FreeBSD/OpenBSD/NetBSD/Solaris)。
- ローカライズされたファイル名およびフォルダ名のサポート (日本語、ヨーロッパおよびアジア言語)。
- 圧縮および暗号化されたNTFSファイルのサポート。
- ソフトウェアWindows RAIDを含む、ダイナミックディスクのサポート。
- 論理ディスクマネージャーのサポート: Windows 記憶域スペース(Windows 8/8.1 および 10/Threshold 2)、ソフトウェアApple RAIDおよびLinux Logical Volume Manager(LVM/LVM2)。
- ファイル署名のサポート: 一般的に利用されているファイルタイプやユーザー定義のファイルタイプ用の事前定義セット。

## フォレンジックツールとしての R-Studio
R-Studioはファイルカービング用のフォレンジックツールとして使用することもできる。